# シュパルネック
シュパルネック (ドイツ語: Sparneck) はドイツ連邦共和国バイエルン州オーバーフランケン行政管区ホーフ郡に属する市場町で、シュパルネック行政共同体の本部所在地。

## 地理
シュパルネックは、フィヒテル山地自然公園の北端に位置する。

### 自治体の構成
この市場町は、公式には12の地区 (Ort) からなる。このうち孤立農場などを除く集落を以下に列記する。
- アイネーデン
- ゲルマースロイト
- ライナースロイト
- シュパルネック
- シュトッケンロート

## 歴史
シュパルネックが、初めに文献に登場するのは1223年のことである。シュパルネックの騎士家は、古くからエーゲルラント地方を領した一門で、中世には特にミュンヒベルガーラントの北東部で富を蓄えた。その後、1792年に設けられたプロイセン王国バイロイト侯領のオーバーアムトは1807年のティルジットの和約でフランス統治下におかれ、1810年にバイエルン王国領となった。1818年の自治体改革で、シュパルネックとツェルは自治体となった。1978年にシュパルネックとヴァイスドルフは、行政共同体を作り、シュパルネックに本部を置いた。

## 地元企業
- foliotec GmbH （プラスチックとガラス加工）

## 引用
1. ↑  https://www.statistikdaten.bayern.de/genesis/online?operation=result&code=12411-003r&leerzeilen=false&language=de Genesis-Online-Datenbank des Bayerischen Landesamtes für Statistik Tabelle 12411-003r Fortschreibung des Bevölkerungsstandes: Gemeinden, Stichtag (Einwohnerzahlen auf Grundlage des Zensus 2011)
2. ↑  Bayerische Landesbibliothek Online